# Seznam vojaških kratic na J
To je seznam vojaških kratic, ki se prično s črko J.

## Seznam
- JA je slovenska vojaška kratica, ki označuje Jugoslovanska armada.
- Jäg.
- Jgd.Pz.
- JKRM (srbohrvaško Jugoslovenska kraljevska ratna mornarica) označuje Jugoslovanska kraljeva vojna mornarica.
- JKRV (srbohrvaško Jugoslovensko kraljevsko ratno vazduhoplovstvo) označuje Jugoslovansko kraljevo vojno letalstvo.
- JLA je slovenska vojaška kratica, ki označuje Jugoslovanska ljudska armada.
- JNA je srbohrvaška/srbska/hrvaška/bosanska kratica za Jugoslovensko narodno armijo, ki označuje Jugoslovanska ljudska armada.
- JRM (srbohrvaško Jugoslovenska ratna mornarica) označuje Jugoslovanska vojna mornarica.
- JRV (srbohrvaško Jugoslovensko ratno vazduhoplovstvo) označuje  Jugoslovansko vojno letalstvo
- JRDF
- JSF
- JSOC (angleško Joint Special Operations Command) označuje Združeno poveljstvo specialnih operacij.
- JSTARS